# Люсов, Виктор Алексеевич
Ви́ктор Алексе́евич Лю́сов (24 сентября 1938, Москва — 11 сентября 2011, там же) — советский и российский учёный-медик, терапевт и видный кардиолог, врач.
Доктор медицинских наук, профессор, с 1974 года заведовал кафедрой госпитальной терапии № 1 лечебного факультета РНИМУ им. Н. И. Пирогова, декан этого факультета (1983—1987).
С 1979 по 1993(4?) год главный кардиолог России, с 1987 по 1991 год главный терапевт IV Главного управления МЗ РСФСР.
Заслуженный деятель науки РСФСР (1998). Лауреат Государственной премии РСФСР (1991).
Ученик академика П. Е. Лукомского.

## Биография
Окончил 2-й Московский медицинский институт им. Н. И. Пирогова (1961), после чего в 1961—1963 годах заведовал врачебным участком первоцелинных земель в Казахстане. В 1963 году зачислен в аспирантуру кафедры госпитальной терапии альма-матер — заведовал кафедрой П. Е. Лукомский, преемником которого с его смертью станет во главе неё В. А. Люсов, — и с этой кафедрой с тех пор связал всю свою жизнь, за 11 лет прошёл путь от аспиранта (1963—1966) до заведующего, работал ассистентом (1966—1971), доцентом (1971—1974). В 1974 году защитил докторскую диссертацию, посвященную изучению патогенеза, клиники и лечения ишемической болезни сердца, включая инфаркт миокарда и его осложнения, с позиций определения роли и степени изменения внутрисосудистого свертывания крови, фибринолиза, функционального состояния тромбоцитов и реологических свойств крови.
Организовал первый в стране курс и кафедру профилактической кардиологии при факультете усовершенствования квалификации врачей, стал непосредственным организатором в институте таких новых кафедр и курсов, как кафедра поликлинической терапии, кафедра функциональной диагностики, кафедра клинической фармакологии, курс ультразвуковой диагностики. Названные приоритетные кафедры возглавили его ученики.
Подготовил более 500 ординаторов и аспирантов (более 1000 ординаторов и интернов), и семи тыс. врачей, а также 110 кандидатов и 22 докторов медицинских наук.
Председатель научного совета по сердечно-сосудистым заболеваниям МЗ РСФСР (1979—1991).
В 1981—1991 годах председатель Всесоюзной Проблемной комиссии АМН СССР «Патология гемостаза».
Являлся заместителем председателя Центральной аттестационной комиссии Минздрава России. Член Государственной комиссии по Чернобылю.
Основатель, первый (1991—1999), а затем Почетный президент Всероссийского научного общества кардиологов, член правления Европейского общества гемореологов, Европейского и Всемирного общества кардиологов, член-корреспондент общества Интернистов Германии.
Академик РАЕН. Основатель и первый президент Всероссийского общества апитерапевтов.
С 1998 года первый вице-президент, затем президент НБ Фонда «Сердце России».
Награждён дипломом Европейского общества кардиологов (единственный в России) в 2002 году.
В 1996 году основал Российский кардиологический журнал как основной печатный орган Всероссийского научного общества кардиологов и до конца жизни был его главным редактором.
Мастер спорта по фехтованию, был членом сборной Олимпийской команды СССР, кандидатом на участие в Олимпийских играх 1956 года в Мельбурне, совершил восхождение на Эльбрус.
Похоронен в Москве на Хованском кладбище.
Автор более 200 научных работ, 3 монографий, 12 патентов на изобретения.

## Вклад в науку
Профессор В. А. Люсов — ученик и преемник на посту заведующего кафедрой госпитальной терапии академика П. Е. Лукомского. Люсов является одним из инициаторов фундаментальных исследований в области гемостазиологии и микроциркуляции при сердечно-сосудистых заболеваниях, болезнях легких, печени. Его коллектив установил наличие у больных ишемической болезнью сердца феномена диссеминированной и локальной внутрисосудистой свертываемости (коагуляции) крови, имеющего непосредственное отношение к атерогенезу и патогенезу инфаркта миокарда. Этой проблеме посвящена его монография «Тромбозы и геморрагии в клинике внутренних болезней» (1976) и глава монографии «Превентивная кардиология» (1987).
С 1964 года В. А. Люсов исследовал тонкие механизмы нарушений плазменного компонента гемостаза, фибринолиза, ультраструктуры и функции тромбоцитов и эритроцитов, изменений реологических свойств крови у больных различными формами ишемической болезни сердца, гипертонической болезнью, при недостаточности кровообращения, аритмиях сердца, кардиогенном шоке, кардиомиопатиях, бронхиальной астме и других заболеваниях.
Исследования гемостаза и микроциркуляции при сердечно-сосудистой патологии В. А. Люсов сочетал с поисками новых подходов в лечении и диагностике, использовании фармакологических и нефармакологических (гемодилюция, плазмаферез, плазмасорбция, рефлексотерапия, биологически активные продукты пчеловодства) средств, благоприятно влияющих на течение и прогноз сердечно-сосудистых заболеваний, особенно инфаркта миокарда, коронарного атеросклероза и их осложнений.
Разработанные под руководством и при непосредственном участии В. А. Люсова лабораторные методы и приборы определения агрегации форменных элементов крови, её реологических свойств широко используются и клинической практике, являются неотъемлемой частью гемостазиологического мониторинга за течением нестабильной стенокардии, инфаркта миокарда, коронарного н периферического тромбоза.
В. А. Люсов являлся пионером применения в кардиологической клинике проактиваторов фибринолиза (стрептокиназы, целиазы, урокиназы, актилизы и других), антиагрегантов, гепаринов при лечении сердечно-сосудистых заболеваний. Его исследования способствовали снижению смертности и частоты осложнений при этих заболеваниях. За исследования в этой области он и его соавторы неоднократно награждались медалями ВДНХ СССР, а в 1991 году за цикл работ по развитию научных основ патогенеза внутрисосудистого свёртывания крови, его диагностики, профилактики, лечения и внедрение их в клиническую и лабораторную практику В. А. Люсов был удостоен звания Лауреата Государственной премии РСФСР в области науки и техники.
В. А. Люсов активно внедрял радионуклидную диагностику наиболее важных нарушений в системе гемостаза и микроциркуляции. Совместно с учениками им выполнена серия экспериментов и клинических исследований, позволивших установить важную роль нарушений в системе гемостаза и микроциркуляции в развитии тяжелых аритмий сердца, инфаркта миокарда, тромбозов легочной артерии, внезапной смерти. Приоритеты в этой работе подтверждены изобретением способов моделирования аритмий сердца.
В. А. Люсов и его ученики стали первыми российскими исследователями по выявлению клеточного мембранного дефекта, как маркера предрасположенности к гипертонической болезни. Под его началом создана программа патогенетической терапии артериальных гепертензий. На базе терапевтической клиники им создан один из первых в стране консультативных научно-диагностических центров по терапии и специализированный «Коронарный клуб», который успешно функционирует в структуре многопрофильной 15-й городской клинической больницы Москвы.